# Robert Mikluš
Robert Mikluš (* 31. října 1982 Ostrava) je český herec. 

## Život
Vystudoval Matiční gymnázium v Ostravě a v roce 2006 činoherní herectví na Divadelní fakultě Janáčkovy akademie múzických umění v Brně. V letech 2006 až 2012 byl členem souboru Divadla Husa na provázku, kde strávil 8 let a od 1. srpna 2019 byl angažován do Činohry Národního divadla.
V roce 2025 získal nominaci na cenu divadelní kritiky za roli Hendrika Höfgena ve hře Mefisto uváděné ve Státní Opeře.
Kromě toho spolupracuje s také s divadlem v Dlouhé, divadlem Vosto5, Rokoko, Na zábradlí, pod Palmovkou a mnoha dalšími. Spolupráce s brněnským Hadivadlem, kde stvárňuje v představení Strýček Váňa doktora Astrova, mu přinesla nominaci na cenu Thálie.
S kočovným spolkem Kočébr, který se po vzoru Petera Brooka zabýval hledáním univerzálního divadelního jazyka, procestoval Maroko a východní Turecko. 
V roce 2014 se začal více věnovat filmové a seriálové tvorbě a z Brna se přestěhoval do Prahy. Hrál například v seriálech Doktor Martin a následném spin-offu Strážmistr Topinka, kde ztvárnil strážmistra Tomáše Topinku nebo také  v seriálech Volha, Devadesátky a od roku 2023 hrál jednu z ústředních postav Lukáše Maška v seriálu Zlatá labuť, vysílaném na TV Nova a Voyo. Kromě seriálové tvorby také hrál ve filmech Dukla 61, Krajina ve Stínu, Mimořádná událost a za roli Josefa ve filmu Zátopek byl v roce 2022 nominován na Českého Lva.
Mimo divadelních, seriálových a filmových rolí se věnuje také práci rozhlasové.
Od roku 2024 působí jako pedagog herectví na DAMU. 
Je fanouškem  poezie a karetní hry Magic the Gathering.[zdroj?]

## Filmografie (výběr)
- Četnické humoresky (2008)
- Muži v říji (2009)
- Největší z Čechů (2010)
- Sráči (2011)
- Okno do hřbitova (2011)
- Roznese tě na kopytech (2013)
- Škoda lásky (2013)
- Dědictví aneb Kurvaseneříká (2014)
- Doktor Martin (český seriál) (2015)
- Luxus na talíři (2016)
- Žrouti (2016)
- DVA3 (2016)
- Všechno bude fajn (2017)
- Taxikář (2017)
- Doktor Martin: Záhada v Beskydech (2018)
- Dukla 61 (2018)
- Čertí brko (2018)
- Strážmistr Topinka (2019)
- Princip slasti (2019)
- Krajina ve stínu (2020)
- Chlap na střídačku (2020)
- Po hlavě (2020)
- Specialisté (2021)
- Kumštýři: Ostruhy nekonečna (2021)
- Zátopek (2021)
- Láska na špičkách (2021)
- Mimořádná událost (2022)
- Devadesátky (2022)
- Zlatá labuť (2023)